# Trabala aethiopica
Trabala aethiopica är en fjärilsart som beskrevs av Embrik Strand 1912. Trabala aethiopica ingår i släktet Trabala och familjen ädelspinnare. Inga underarter finns listade i Catalogue of Life.